# Francis Cherry
Francis Cherry, né Francis Adams Cherry, Sr. le 5 septembre 1908 à Fort Worth (Texas) et mort le 15 juillet 1965 à Washington DC, est un homme politique démocrate américain. Il est gouverneur de l'Arkansas entre 1953 à 1955.